# Archytas dissimiloides
Archytas dissimiloides är en tvåvingeart som beskrevs av Thompson 1963. Archytas dissimiloides ingår i släktet Archytas och familjen parasitflugor. Inga underarter finns listade i Catalogue of Life.